# Crassula crenulata
Crassula crenulata (лат.) — вид суккулентных растений рода Толстянка (Crassula) семейства Толстянковые (Crassulaceae), естественно произрастающий на территории Намибии и Капской провинции Южно-Африканской Республики.

## Ботаническое описание
Многолетник с пальцевидными подземными клубнями, формирующими ежегодно одну, реже две или три неразветвленных стеблей, высотой до 0,4 м. Стебли сопровождаются старыми листьями, не опадающими. Листья, сидячие и продолговатые, имеют разнообразные формы — от продолговато-ланцетных под соцветием до эллиптических и ланцетных к основанию. Их размеры варьируют от 30 до 80 мм в длину и от 10 до 25 мм в ширину, они острые или тупые, цимбивидные, с цельнокрайними или зубчатыми краями, и могут быть зелёными или сизоватыми.

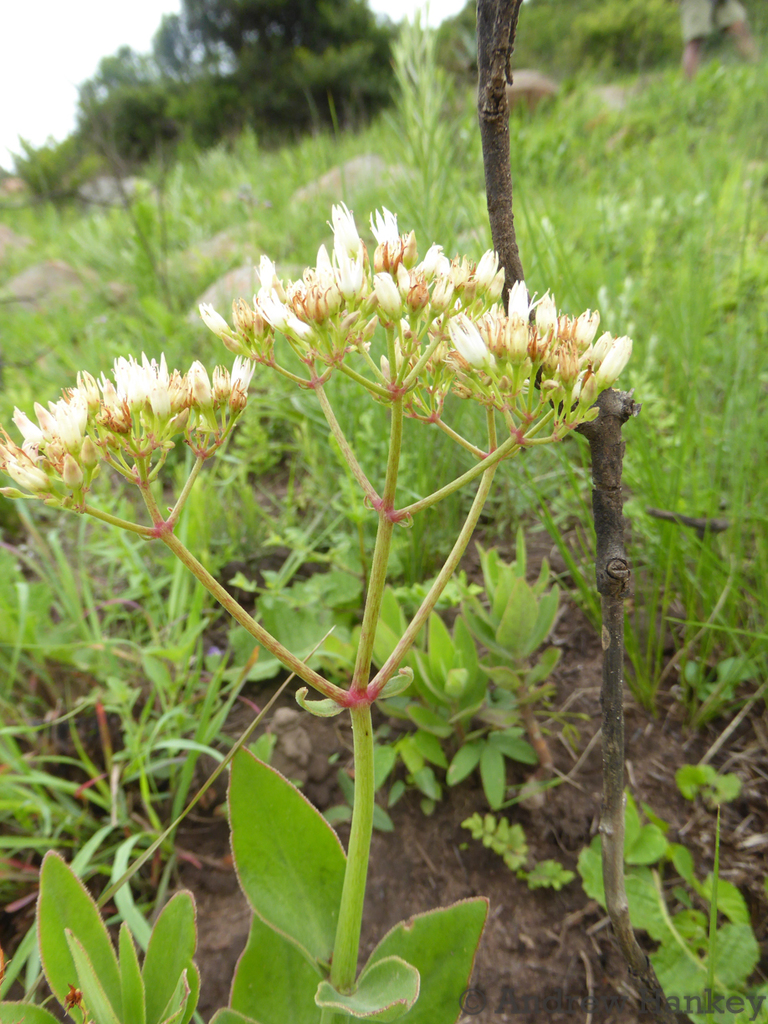
Соцветие

Соцветие представляет собой плосковершинный тирс с одним или несколькими дихазиями, где цветки обращены вверх. Чашечка состоит из линейно-треугольных долей длиной 1–3 мм, острых, голых, мясистых и зелёных. Венчик звёздчатый, слегка сросшийся у основания на 0,3-–0,7 мм, окрашен от белого до кремового, иногда с розовым оттенком. Лопасти линейно-ланцетные, длиной 5–8 мм, резко острые, с капюшоном и слегка ребристые, раскидистые. Тычинки с фиолетовыми пыльниками. Чешуйки поперечно-продолговатые, 0,2–0,4×0,6–0,8 мм, едва выемчатые и слегка суженные книзу, мясистые, бледно-жёлтые или белые. Время цветения ноябрь-апрель.

## Экология
Обитает на травянистых склонах, часто под деревьями или в редких защищенных оврагах, включая защищенные травянистые склоны, луга под откосом, саванны под откосом.
Форма и размер листьев, а также размер лепестков сильно варьируются в зависимости от наличия воды. В засушливых условиях доли венчика становятся короткими и тупо-острыми.

## Таксономия
Crassula crenulata Thunb., первое упоминание в Nova Acta Phys.-Med. Acad. Caes. Leop.-Carol. Nat. Cur. 6: 330 (1778).

### Синонимы
Гомотипные (основанные на одном и том же номенклатурном типе):
- Purgosea crenulata (Thunb.) G.Don (1834)
- Sedum crenulatissimum Kuntze (1898)
- Septimia crenulata (Thunb.) P.V.Heath (1993)

Гетеротипные (основанные на разных номенклатурных типах):
- Crassula caerulata J.F.Gmel. (1791)
- Crassula telephioides Haw. (1821)